# 明月镇 (华蓥市)
明月镇，是中华人民共和国四川省广安市华蓥市下辖的一个乡镇级行政单位。

## 行政区划
明月镇下辖以下地区：
明月街道社区、明月村、竹河村、人和寨村、长田坎村、白鹤嘴村、三河团村、沱湾村、鼎足村、红光村和刘家庙村。